# Betriebsordnung
Die Betriebsordnung ist im kollektiven Arbeitsrecht die in einem Unternehmen vorhandene Regelung innerbetrieblicher Ordnungsangelegenheiten.

## Allgemeines
Der Arbeitgeber ist bei den Arbeitsbedingungen nicht auf die Regelung des Arbeitsverhaltens oder der Arbeitsleistung des Arbeitnehmers beschränkt. Vielmehr schuldet der Arbeitnehmer aufgrund seines Arbeitsvertrages und der Arbeitsanweisungen auch die Beachtung der betrieblichen Ordnung.   
In der Folge des im Januar 1934 erlassenen Arbeitsordnungsgesetzes (AOG) durften in der Nazizeit die Arbeitgeber anstelle der Arbeitsordnung und Betriebsvereinbarung eine Betriebsordnung als „Führer des Betriebs“ erlassen. Während die Betriebsvereinbarung ein aus normativen und schuldrechtlich verpflichtenden Bestandteilen zusammengesetzter Vertrag zwischen dem Arbeitgeber und dem Betriebsrat ist, war die Betriebsordnung des AOG eine vom Arbeitgeber einseitig erlassene Betriebssatzung, die nach der Natur der damals bestehenden Betriebsverfassung nur normative Elemente enthalten durfte.

## Inhalt
Die Betriebsordnung beinhaltet Regeln zum Zusammenleben und Zusammenwirken der Arbeitnehmer im Betrieb. Geregelt wird das Ordnungsverhalten der Arbeitnehmer, während das Arbeitsverhalten die Erbringung ihrer Arbeitsleistung betrifft. Zum sanktionierten Ordnungsverhalten gehören insbesondere Alkoholverbote, Annahme von Geschenken (Verhinderung der Vorteilsannahme), Arbeitskleidung, Betriebsbußen, Nutzung von dienstlichen Arbeitsmitteln für private Zwecke (beispielsweise Telefon, Internet), Rauchverbote oder Zugangskontrollen. Die Betriebsordnung zielt darauf ab, den Betriebsfrieden und das Betriebsklima durch die aufgestellten Verhaltensnormen aufrechtzuerhalten.
Die Betriebsordnung enthält auch Vorschriften darüber, wie Verstöße gegen diese betriebliche Ordnung zu sanktionieren sind (Disziplinarmaßnahmen), und das Verfahren, in dem solche Sanktionen verhängt werden. Dem Komplex dieser Regelungen gehören eine betriebliche Bußordnung und etwaige Vorschriften über die Verhängung einer Betriebsbuße an, deren Mitbestimmungspflicht das Bundesarbeitsgericht (BAG) bejaht hat.

## Rechtsfragen
Die Betriebsordnung kann durch eine normative Betriebsvereinbarung zwischen dem Arbeitgeber und dem Betriebsrat aufgestellt werden, die eine generelle Regelung für die Arbeitsverhältnisse zum Inhalt hat. Das BAG hat bereits im Dezember 1961 danach unterschieden, ob es sich um eine arbeitstechnische Maßnahme von solcher Wichtigkeit handelt, dass der einzelne Arbeitnehmer seine Arbeitspflicht ohne die Beachtung der Anordnung nicht ordnungsmäßig erbringen kann („arbeitsnotwendige Maßnahme“) oder die geschuldete Arbeitsleistung auch ohne die bestimmte Regelung erbracht werden kann. Im ersten Fall ist der Arbeitgeber mangels besonderer arbeitsvertraglicher Regelung kraft seines Weisungsrechts befugt, durch die erforderlichen Anordnungen die Arbeitspflicht und somit das Arbeitsverhalten zu konkretisieren, während im zweiten Fall die Anordnungen über die Ordnung des Betriebes und über das Verhalten der Arbeitnehmer im Betrieb (Ordnungsverhalten) nach § 87 Abs. 1 Nr. 1 BetrVG der Mitbestimmung durch den Betriebsrat unterliegen.
Betriebsbußen können nur aufgrund einer zwischen den Betriebspartnern vereinbarten Betriebsbußenordnung und nur für Verstöße gegen die Regeln über das Ordnungsverhalten verhängt werden.

## Abgrenzung
Die auf ein einzelnes Unternehmen begrenzte Betriebsordnung ist strikt zu trennen von Betriebsordnungen, die den Arbeitsablauf in einer ganzen Branche regeln wie etwa die Eisenbahn-Bau- und Betriebsordnung, Straßenbahn-Bau- und Betriebsordnung, Betriebsordnung für Luftfahrtgerät (LuftBO) gemäß § 1 Abs. 1 LuftBO oder die Apothekenbetriebsordnung.

## International
In der Schweiz stützt sich die Betriebsordnung auf die Art. 37 ff. ArG. Sie ist eine schriftliche Vereinbarung zwischen dem Arbeitgeber und der Arbeitnehmervertretung (Art. 37 Abs. 4 ArG). Die industriellen Betriebe haben gemäß Arbeitsgesetz eine Betriebsordnung zu erlassen (Art. 37–39 ArG und Art. 67, 68 ArGV 1). Darin sind Bestimmungen über Unfallverhütung und Gesundheitsvorsorge aufzunehmen.